# Jaciment del Clot d'Espolla
El Clot d'Espolla és un jaciment probablement del Paleolític mitjà a l'aire lliure en uns camps de conreu a l'extrem sud-oest de l'estanyol del Clot d'Espolla, al municipi de Porqueres a la comarca catalana del Pla de l'Estany. Les seves coordenades UTM són X: 480648.24 Y: 4666632.19, i està a una alçada de 221 msnm.
El descobriment és obra de Joan Abad, membre de l'Associació Arqueològica de Girona l'any 1982. La major part dels materials van ser trobats en uns camps que toquen un dels canals d'aportació d'aigua de l'estany tot i que s'han fet troballes aïllades en camps propers. L'any 2004 es va fer una intervenció preventiva amb motiu del projecte “Estudi d'Impacte Ambiental. Millora GeneraL. Desdoblament carretera C-66. Tram: Banyoles-Besalú”.
S'han trobat fragments de quars, una trentena d'ascles un d'ells de sílex i altres de quars. Es va trobar també un nucli de quarsita i una petita destral votiva en molt bon estat de conservació. Totes les troballes estan dipositades al Museu Arqueològic Comarcal de Banyoles. Al Dipòsit de l'Associació Arqueològica de Girona.